# لويس لونغ
لويس لونغ (بالإنجليزية: Lois Long)‏ هي كاتِبة وصحفية أمريكية، ولدت في 15 ديسمبر 1901 في ستامفورد في الولايات المتحدة، وتوفيت في 29 يوليو 1974 في نيويورك في الولايات المتحدة.